# Ramona Kapheim
Ramona Kapheim (* 8. Januar 1958 in Strasburg, vor Heirat Ramona Jahnke) ist eine ehemalige Ruderin aus der DDR. 1980 gelang ihr im Vierer mit Steuerfrau der Olympiasieg.
Die Lehramtsstudentin trat für den SC DHfK Leipzig an und trainierte bei Herta Weissig. Nachdem sie bereits im Zweier ohne und im Vierer mit Juniorenmeisterin der DDR geworden war, rückte sie 1979 in den DDR-Achter auf und gewann bei der Weltmeisterschaft in Bled die Silbermedaille hinter dem Boot aus der Sowjetunion. Bei den Olympischen Spielen 1980 in Moskau saß sie im Leipziger Vierer, der in der Besetzung Ramona Kapheim, Silvia Fröhlich, Angelika Noack, Romy Saalfeld und Steuerfrau Kirsten Wenzel mit etwas über einer Sekunde Vorsprung auf die Bulgarinnen olympisches Gold gewann. Für diesen Erfolg wurde sie mit dem Vaterländischen Verdienstorden in Silber ausgezeichnet.
Ramona Kapheim arbeitete später als Unterstufenlehrerin in Leipzig.